# Jeffrey van As
Jeffrey van As (Leiden, 9 april 1972) is een Nederlands voetbalbestuurder en voormalig voetballer.
Van As stond vanaf 1992 onder contract bij Ajax. Dat verhuurde hem vanaf het seizoen 1992/93 aan MVV, waarvoor hij vier seizoenen zou uitkomen. Vervolgens speelde hij zes seizoenen voor NAC Breda en besloot hij zijn carrière als actief voetballer bij ADO Den Haag in het seizoen 2002/03. Toen Van As in 2004 geen contractverlenging kreeg bij ADO Den Haag trainde hij mee met De Graafschap, maar ook hier kon hij geen plaats veroveren.
In 2006 keerde Van As terug bij ADO Den Haag als hoofdscout van het eerste elftal. Van juli 2010 tot januari 2014 was hij technisch directeur bij NAC Breda. Van As werd in januari 2017 aangesteld als manager voetbalzaken bij ADO Den Haag. Onder Van As in die functie eindigde ADO zevende en negende. 
In december 2019 stopte ADO met Van As in die functie. In het seizoen 2019/20 ging het slechter en stond ADO onderaan, wat leidde tot kritiek over Van As.
In februari 2020 tekende hij voor de functie van technisch directeur bij Roda JC Kerkrade. In augustus 2021 werd hij op non-actief gesteld.

## Statistieken
| Seizoen   | Club         | Land      | Wedstrijden | Doelpunten | Competitie     |
| --------- | ------------ | --------- | ----------- | ---------- | -------------- |
| 1992-1993 | MVV          | Nederland | 24          | 1          | Eredivisie     |
| 1993-1994 | MVV          | Nederland | 24          | 1          | Eredivisie     |
| 1994-1995 | MVV          | Nederland | 31          | 3          | Eredivisie     |
| 1995-1996 | MVV          | Nederland | 27          | 5          | Eerste divisie |
| 1996-1997 | NAC          | Nederland | 10          | 0          | Eredivisie     |
| 1997-1998 | NAC          | Nederland | 16          | 0          | Eredivisie     |
| 1998-1999 | NAC          | Nederland | 28          | 1          | Eredivisie     |
| 1999-2000 | NAC          | Nederland | 32          | 5          | Eerste divisie |
| 2000-2001 | NAC          | Nederland | 22          | 1          | Eredivisie     |
| 2001-2002 | NAC          | Nederland | 4           | 0          | Eredivisie     |
| 2002-2003 | ADO Den Haag | Nederland | 33          | 0          | Eerste divisie |
| Totaal    | Totaal       | Totaal    | 251         | 17         | 17             |